# 953

## Nașteri
- Al-Karadji, matematician și inginer islamic persan (d.c. 1029)

## Decese
- Mastalus I de Amalfi, penultimul patrikios de Amalfi (n. ?)